# Oscar/Beste Originalgeschichte
Mit dem Oscar für die Beste Originalgeschichte (im Allgemeinen für das beste Original-Filmdrehbuch) wurden die Autoren von Filmvorlagen gelobt. Er wurde in dieser Kategorie zum ersten Mal 1929 und zum letzten Mal 1957 verliehen.
In unten stehender Tabelle sind die Filme nach dem Jahr der Verleihung gelistet.

## 1929–1930
| Jahr     | Preisträger                              | für den Film                             | Nominierungen                            |
| 1929     | Ben Hecht                                | Unterwelt                                | Lajos Biró für Sein letzter Befehl       |
| 1930 (1) | Preis in dieser Kategorie nicht vergeben | Preis in dieser Kategorie nicht vergeben | Preis in dieser Kategorie nicht vergeben |
| 1930 (2) | Preis in dieser Kategorie nicht vergeben | Preis in dieser Kategorie nicht vergeben | Preis in dieser Kategorie nicht vergeben |

## 1931–1940
| Jahr | Preisträger                      | für den Film                   | Nominierungen |
| 1931 | John Monk Saunders               | Start in die Dämmerung         | John Bright und Kubec Glasmon für Der öffentliche Feind Rowland Brown für The Doorway to Hell Harry d’Abbadie d’Arrast, Douglas Doty und Donald Ogden Stewart für Laughter Lucien Hubbard und Joseph Jackson für Leichtes Geld |
| 1932 | Frances Marion                   | Der Champ                      | Lucien Hubbard für The Star Witness Grover Jones und William Slavens McNutt für Wer hat hier recht? Adela Rogers St. Johns und Jane Murfin für What Price Hollywood?                                                           |
| 1933 | Keine Oscarverleihung            | Keine Oscarverleihung          | Keine Oscarverleihung |
| 1934 | Robert Lord                      | Reise ohne Wiederkehr          | Charles MacArthur für Rasputin: Der Dämon Rußlands Frances Marion für Der Boxer und die Lady |
| 1935 | Arthur Caesar                    | Manhattan Melodrama            | Mauri Grashin für Gauner auf Urlaub Norman Krasna für The Richest Girl in the World |
| 1936 | Ben Hecht Charles MacArthur      | Ein charmanter Schurke         | Moss Hart für Broadway-Melodie 1936 Don Hartman und Stephen Morehouse Avery für The Gay Deception Darryl F. Zanuck für Der FBI-Agent                                                                                           |
| 1937 | Pierre Collings Sheridan Gibney  | Louis Pasteur                  | Adele Comandini für Drei süße Mädels Robert E. Hopkins für San Francisco Norman Krasna für Blinde Wut William Anthony McGuire für Der große Ziegfeld                                                                           |
| 1938 | William A. Wellman Robert Carson | Ein Stern geht auf             | Niven Busch für Chicago Heinz Herald und Géza Herczeg für Das Leben des Emile Zola Hanns Kräly für 100 Mann und ein Mädchen Robert Lord für Geheimbund Schwarze Legion                                                         |
| 1939 | Eleanore Griffin Dore Schary     | Teufelskerle                   | Irving Berlin für Alexander’s Ragtime Band Rowland Brown für Chicago – Engel mit schmutzigen Gesichtern Marcella Burke und Friedrich Kohner für Mad About Music John Howard Lawson für Blockade Frank Wead für Der Testpilot   |
| 1940 | Lewis R. Foster                  | Mr. Smith geht nach Washington | Mildred Cram und Leo McCarey für Ruhelose Liebe Felix Jackson für Die Findelmutter Melchior Lengyel für Ninotschka Lamar Trotti für Der junge Mr. Lincoln                                                                      |

## 1941–1950
| Jahr | Preisträger                      | für den Film                | Nominierungen |
| 1941 | Benjamin Glazer Hans Székely     | Arise, My Love              | Hugo Butler und Dore Schary für Der große Edison Stuart N. Lake für Der Westerner Leo McCarey, Bella Spewack und Sam Spewack für Meine Lieblingsfrau Walter Reisch für Comrade X                                                          |
| 1942 | Harry Segall                     | Urlaub vom Himmel           | Richard Connell und Robert Presnell Sr. für Hier ist John Doe Monckton Hoffe für Die Falschspielerin Thomas Monroe und Billy Wilder für Die merkwürdige Zähmung der Gangsterbraut Sugarpuss Gordon Wellesley für Night Train to Munich    |
| 1943 | Emeric Pressburger               | 49th Parallel               | Irving Berlin für Musik, Musik Robert Buckner für Yankee Doodle Dandy Paul Gallico für Der große Wurf Sidney Harmon für Zeuge der Anklage                                                                                                 |
| 1944 | William Saroyan                  | … und das Leben geht weiter | Steve Fisher für Bestimmung Tokio Guy Gilpatric für Einsatz im Nordatlantik Gordon McDonell für Im Schatten des Zweifels Frank Ross und Robert Russell für Immer mehr, immer fröhlicher                                                   |
| 1945 | Leo McCarey                      | Der Weg zum Glück           | David Boehm und Chandler Sprague für Kampf in den Wolken Edward Doherty und Jules Schermer für Fünf Helden Alfred Neumann und Josef Than für None Shall Escape John Steinbeck für Das Rettungsboot                                        |
| 1946 | Charles G. Booth                 | Das Haus in der 92. Straße  | Alvah Bessie für Der Held von Burma László Görög und Thomas Monroe für Oh, Susanne! Ernst Marischka für Polonaise John Steinbeck und Jack Wagner für A Medal for Benny                                                                    |
| 1947 | Clemence Dane                    | Perfect Strangers           | Charles Brackett für Mutterherz John Patrick für Die seltsame Liebe der Martha Ivers Vladimir Pozner für Der schwarze Spiegel Victor Trivas für Die Spur des Fremden                                                                      |
| 1948 | Valentine Davies                 | Das Wunder von Manhattan    | Georges Chaperot und René Wheeler für Der Nachtigallenkäfig Herbert Clyde Lewis und Frederick Stephani für Ein Leben wie ein Millionär Eleazar Lipsky für Der Todeskuß Dorothy Parker und Frank Cavett für Smash-Up: The Story of a Woman |
| 1949 | Richard Schweizer David Wechsler | Die Gezeichneten            | Borden Chase für Red River Frances H. Flaherty und Robert J. Flaherty für Louisiana-Legende Emeric Pressburger für Die roten Schuhe Malvin Wald für Stadt ohne Maske                                                                      |
| 1950 | Douglas Morrow                   | The Stratton Story          | Harry Brown für Du warst unser Kamerad Virginia Kellogg für Sprung in den Tod Clare Boothe Luce für …und der Himmel lacht dazu Shirley W. Smith und Valentine Davies für It Happens Every Spring                                          |

## 1951–1957
| Jahr | Preisträger                                     | für den Film                | Nominierungen |
| 1951 | Edna Anhalt Edward Anhalt                       | Unter Geheimbefehl          | William Bowers und André De Toth für Der Scharfschütze Giuseppe De Santis und Carlo Lizzani für Bitterer Reis Sy Gomberg für So ein Pechvogel Leonard Spigelgass für Die Tote in den Dünen                                                                                         |
| 1952 | Paul Dehn James Bernard                         | Eine Stadt hält den Atem an | Budd Boetticher und Ray Nazarro für Bullfighter and the Lady Alfred Hayes und Stewart Stern für Teresa Oscar Millard für Froschmänner Robert Riskin und Liam O’Brien für Hochzeitsparade                                                                                           |
| 1953 | Fredric M. Frank Theodore St. John Frank Cavett | Die größte Schau der Welt   | Edna Anhalt und Edward Anhalt für Der unsichtbare Schütze Martin Goldsmith und Jack Leonard für Um Haaresbreite Leo McCarey für My Son John Guy Trosper für Der Stolz von St. Louis                                                                                                |
| 1954 | Ian McLellan Hunter Dalton Trumbo               | Ein Herz und eine Krone     | Ray Ashley, Morris Engel und Ruth Orkin für Der kleine Ausreißer Alec Coppel für Der Schlüssel zum Paradies Beirne Lay Jr. für Die letzte Entscheidung Louis L’Amour für Man nennt mich Hondo                                                                                      |
| 1955 | Philip Yordan                                   | Die gebrochene Lanze        | François Boyer für Verbotene Spiele Jed Harris und Tom Reed für Das unsichtbare Netz Ettore Maria Margadonna für Brot, Liebe und Fantasie Lamar Trotti für Rhythmus im Blut |
| 1956 | Daniel Fuchs                                    | Tyrannische Liebe           | Joe Connelly und Bob Mosher für Der Privatkrieg des Major Benson Beirne Lay Jr. für In geheimer Kommandosache Jean Marsan, Henri Troyat, Jacques Perret, Henri Verneuil und Raoul Ploquin für Der Hammel mit den fünf Beinen Nicholas Ray für … denn sie wissen nicht, was sie tun |
| 1957 | Dalton Trumbo                                   | Roter Staub                 | Edward Bernds und Elwood Ullman für Die oberen Zehntausend Leo Katcher für Geliebt in alle Ewigkeit Jean-Paul Sartre für Die Hochmütigen Cesare Zavattini für Umberto D. |